# Mortier (matériau)
Pour les articles homonymes, voir Mortier.

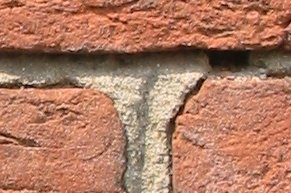
Trois briques maintenues ensemble par un mortier.

Le mortier est le mélange à consistance de pâte ou de boue, d'un liant et d'agrégats avec de l'eau. Il est utilisé en maçonnerie comme élément de liaison, de scellement ou comme enduit. Techniquement parlant, c'est une colle.
Les professionnels du bâtiment qui utilisent le mortier sont le maçon, le couvreur, le carreleur et le tailleur de pierre. Jadis, la fonction était dévolue au gâcheur de mortier, qui le gâchait, c'est-à-dire le mélangeait.

## Étymologie
Le latin mortarium, désigne d'abord l'auge du maçon, puis son contenu. Cette distinction nous est restée puisque le terme mortier désigne le récipient (Voir Mortier et pilon) et son contenu. 
Le mortellier est le fabricant d'auges de pierre qu'on appelle mortiers et ensuite celui qui brise certaines pierres dures pour en faire du ciment. Les morteliers ont constitué une des premières organisations de métier, entérinée par le Livre des métiers d'Étienne Boileau, rédigé en 1268.

## Typologie
Il existe plusieurs types de mortiers : 
- mortier de terre ;
- mortier de chaux grasse ;
- mortier de chaux hydraulique ;
- mortier de plâtre ;
- mortier de ciment Portland.

Le mortier de ciment et de chaux hydraulique (10 à 60 %) s'appelle un mortier bâtard.
Le mélange d'un liant, d'eau et d'adjuvants, sans agrégat, employés par exemple en badigeon ou en enduit, s'appelle selon le liant, coulis, barbotine ou eau de chaux. Si on ajoute des granulats (appelés aussi graves ou agrégats : sable, cailloux, gravillons) à un mortier, on obtient du béton. On a pu faire des rapprochement entre ces différents matériaux qui tiennent à leur proximité physico-chimique entre autres,. On peut dire que les coulis et mortiers sont des cas particuliers simplifiés du béton ou le béton, un cas particulier de mortier.

## Mortiers antiques

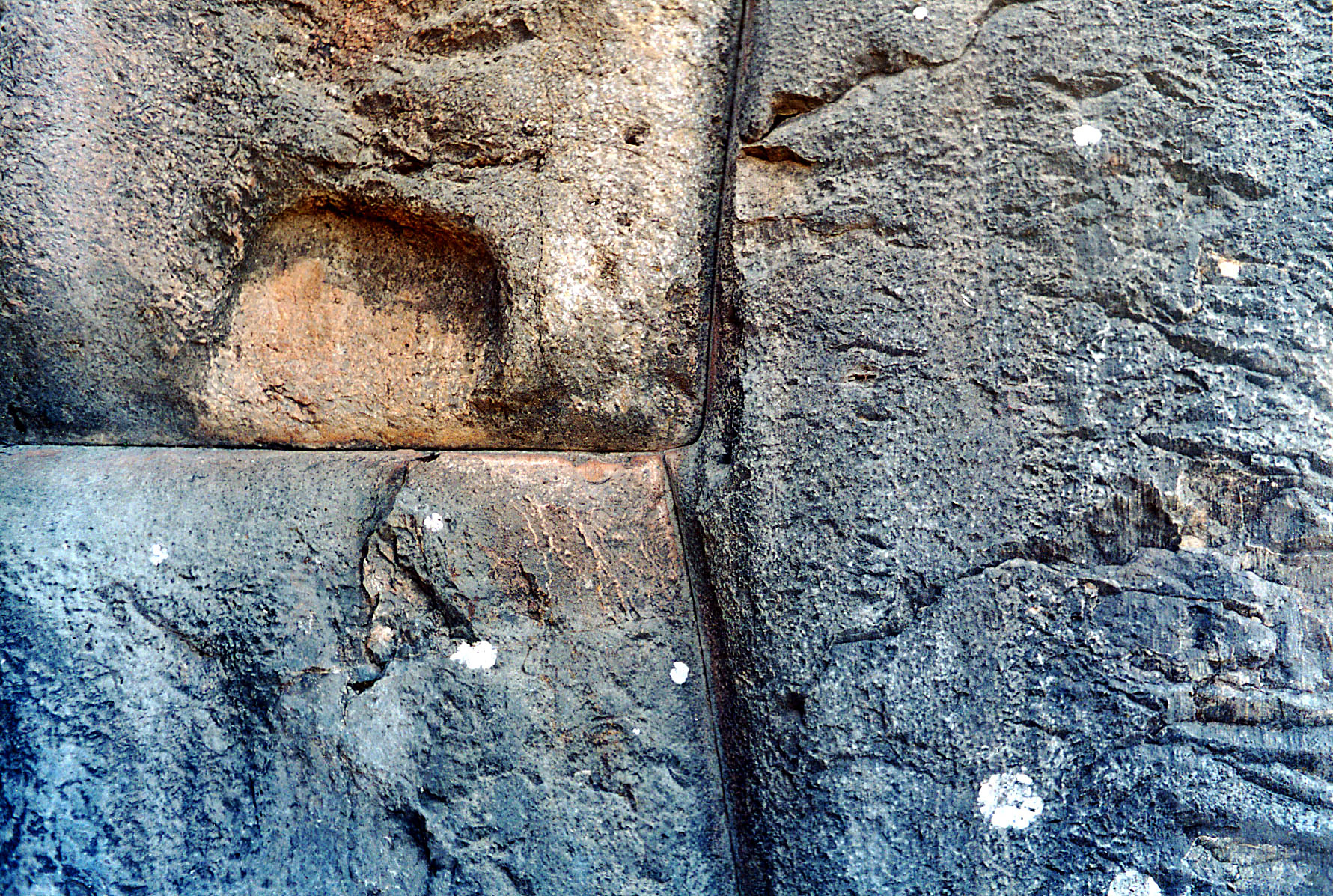
Sacsayhuamán. Dans beaucoup de murs incas, la tête des blocs est élargie pour permettre en façade la jonction parfaite des blocs et masquer le joint de mortier qui est en terre. De là l'affirmation des premiers chroniqueurs espagnol que les Incas construisaient sans mortier. D'autres appareillages sont réalisés à joint vif, ce qui impose de tailler les blocs de manière impeccable sur toutes ses faces.

Beaucoup de constructions antiques rustiques ou élaborées étaient construites sans mortier : maçonnerie à joints vifs, murs cyclopéen, grand appareil quadrangulaire romain, etc. Dans le grand appareil, les pierres de grande taille, placées selon leur lit de carrière, avaient leurs faces parfaitement dressées, ce qui permettait une parfaite répartition des efforts au niveau du joint. D'autres maçonneries en pierres sèches ont servi dans la construction de clôtures, ou de cabanes en pierre, constructions rustiques qui n'ont pas toujours défié le temps.
Si les Grecs connaissent la chaux et le plâtre sous forme d'enduits, ils ne les utiliseront qu'épisodiquement comme mortier, leur préférant dans les constructions de pierre de taille ou de marbre, l'usage de gros goujons de fer, de bronze ou même de bois placés entre les assises. Les blocs étaient reliés entre eux par des crampons ou des queues d’aronde en plomb, accessoire superflu puisque le pillage de ceux-ci n'a pas pour autant entraîné la ruine des murs monumentaux qu'ils ont construits. Les Grecs ne cherchent pas l’adhérence des matériaux nous dit Viollet-le-Duc ; ils ne connaissaient ni n’employaient les mortiers. Les charges n’agissant dans leurs monuments que verticalement, ils n’avaient donc besoin que de résistances verticales ; les voûtes leur étant inconnues, ils n’ont pas eu à maintenir des pressions obliques, qu’on désigne par le terme poussées. La stabilité était obtenue seulement par l’observation judicieuse des lois de la pesanteur.
Les Grecs et les Romains, dans ce qu'on appelle le Grand appareil, posaient les blocs de pierre taillés les uns  à côté des autres et les uns sur les autres sans mortier. Le mortier sera employé par les Romains, pour les appareillages de blocage, les ouvrages en moellons appelés « opus caementicium », ou en briques, et jamais les ouvrages en pierre de taille. Les Romains, qui font usage de la voûte pour obtenir des résistances passives et une adhérence parfaite entre toutes les parties inertes de leurs constructions et les parties actives, soit les parties entre les points d’appui et les voûtes, composent alors des maçonneries homogènes au moyen de petits matériaux, cailloux ou pierrailles réunis par un mortier excellent, et enferment ces blocages dans un encaissement de briques, de moellons ou de pierre de taille. Cette méthode permettra de construire partout dans l'Empire des édifices sur un même plan et d’employer les armées ou les réquisitions pour les élever. La méthode était durable, économique, et ne demandait qu’une bonne direction et un nombre réduit d’ouvriers habiles et intelligents, sous les ordres desquels pouvaient travailler un nombre considérable de simples manœuvres mais plus probablement d'esclaves.
Le premier de tous les mortiers à usage universel a toutefois été la terre, ou la terre argileuse, matériau gratuit, disponible à même le sol ne nécessitant pas de procédés chimiques de transformation complexes. Viendront ensuite des matériaux produits par transformation thermique de la pierre (plâtre, chaux et ciments) dont l'invention est très ancienne, mais l'usage sera discontinu dans le temps.
La Rome antique préconisera l'utilisation de chaux grasses (aériennes) dans la confection des mortiers, en remplacement de la terre, ce qui donnera lieu à des mortiers de constitution variable.

### Des mortiers de qualité variable
Les témoignages historiques sont ceux qui ont défié le temps. Ce sont souvent des bâtiments de prestige réalisés en bonne maçonnerie - éventuellement réalisés à la chaux. Et puis ce sont des traités d'architecture - le premier, le De Architectura de Vitruve, dont la redondance pourrait laisser croire à une permanence des préparations. C'est ignorer la majorité des constructions réalisées avec des moyens plus immédiats, et qui n'ont pas franchi les âges, la simple ruine d'un toit pouvant dans ce type de construction entrainer la rapide dégradation des maçonneries. La maçonnerie antique était réalisée  à la chaux, avec d'autres matériaux de moindre qualité  ou réalisées en terre. Les plus fragiles ont pour la plupart disparu. À Pompéi ou encore Herculanum, deux villes ensevelies par un volcan (le Vésuve), leur conservation est problématique.
Début XIXe siècle on regroupe encore sous le nom de mortier toute espèce de mélange de terres crues ou cuites ou d'autres matières obtenues par calcination ou de chaux avec ou sans sable et de l'eau en suffisante quantité pour pouvoir le gâcher le porter et le mettre en œuvre convenablement à sa destination. Dans les campagnes où les fours à chaux sont éloignés et la chaux rare et chère on se contente souvent pour faire du mortier de terre crue mais franche et un peu grasse en la délayant avec de l'eau et il s'en trouve qui a beaucoup de ténacité. Quelquefois on y mélange de la paille ou du foin haché, du regain et même de la chaux, si on en a pour lui donner plus de consistance, ou le rendre plus maniable. On s'en sert alors particulièrement pour la bauge et les torchis. Dans tous les cas le mortier fait avec du sable et de la chaux est à préférer pour les habitations si on peut s'en procurer facilement :  
« Pour que le mortier soit bon, la chaux doit être bonne, de même que le sable et il ne doit y avoir trop ni de l'un ni de l'autre selon la destination ; quant à l'eau il en faut toujours le moins possible : le mortier qui en a trop ne vaut rien. »
La nécessité d'avoir des mortiers faisant office de colle définitive ne s'impose dans les pays industrialisés qu'à la révolution industrielle. Encore au XIXe siècle beaucoup d'ouvrages d'art sont construits sans faire usage de mortiers remarquables, et on supplée à leur fragilité relative par des entretiens fréquents des maçonneries qui se déchaussent. La construction d'ouvrages liés à la navigation — requis par une industrie en pleine croissance — allant grandissant, une réflexion s'amorce pour obtenir des mortiers résistants, faisant prise sous eau. Cela conduit à découvrir (ou redécouvrir) les chaux hydrauliques et plus tard les ciments qui à partir du milieu XXe siècle deviennent un matériau commun dans les pays industrialisés.

## Rôle
L'usage du mortier est donc indispensable dans des maçonneries constituées de moellons ou de pierres irrégulières, où c'est le mortier qui par la qualité de sa mise en œuvre va assurer la cohésion des pierres entre elles et la bonne répartition des charges entre assises. Il assure également un rôle de colle, et lorsqu'il comble chacun des espaces entre les pierres à bâtir, il permet de réaliser des ensembles monolithiques à la résistance variable selon la nature du mortier.
Le mortier ferme le joint en retrait, à fleur ou à reflux, contribuant à l'esthétique et à l'étanchéité de la façade. Il est aussi utilisé comme enduit.
Enfin dans le cas du pisé ou de la bauge, c'est le mortier qui devient le matériau principal et il ne sert qu'à s'agglomérer à lui-même.
Résistance à la compression, résistance à la flexion, résistance au cisaillement, résistance thermique (Plus ou moins déterminante dans la transmission thermique d'une paroi), gélivité, couleur sont les caractéristiques couramment envisagées dans les mortiers modernes.

## La terre, le premier des mortiers
.

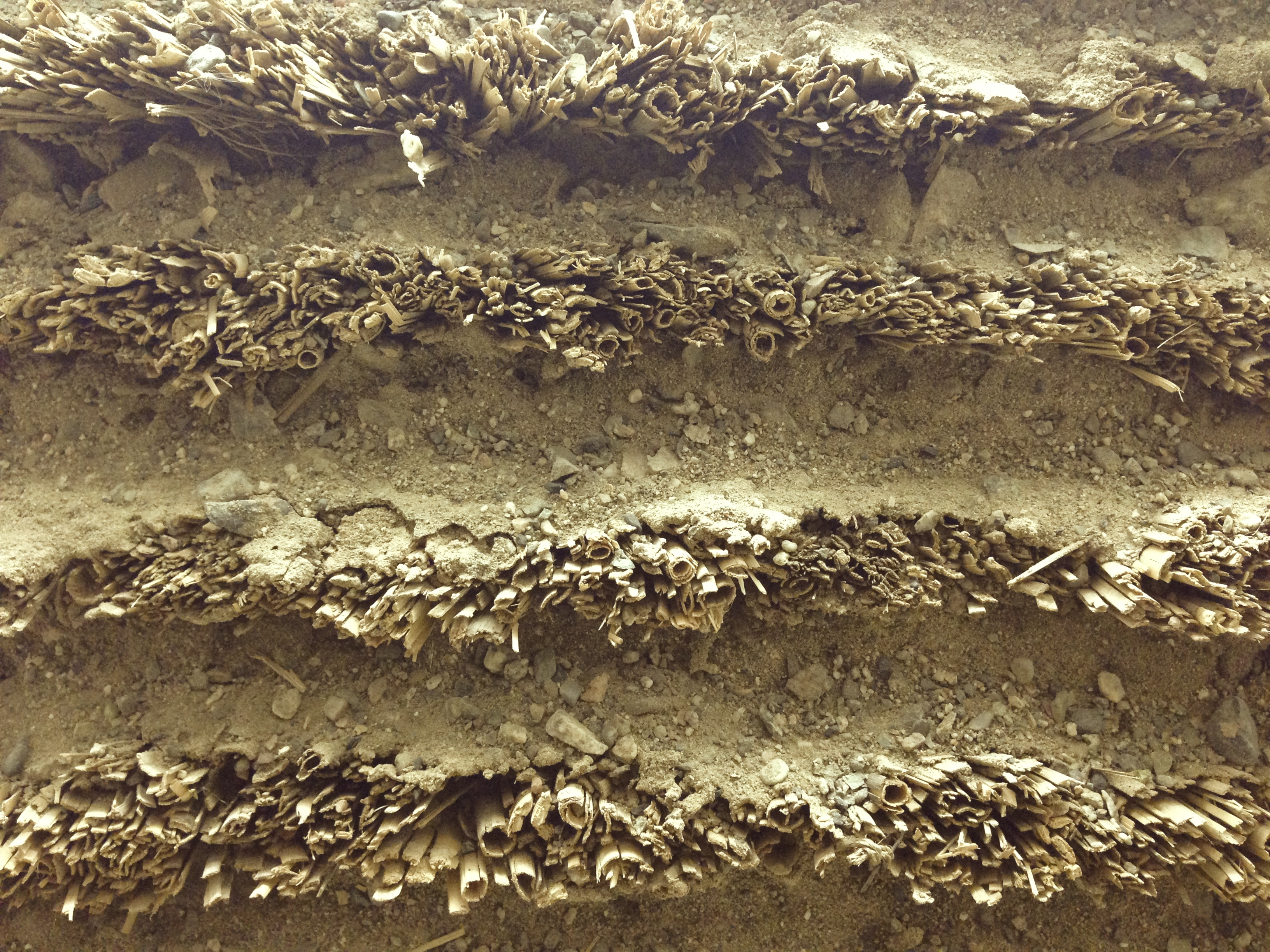
Muraille de Chine. Dynastie Han. Province du Gansu. Terre crue et gravier armé de roseaux. Cette manière de faire le mur sera remplacée, sous la Dynastie Ming, par des briques de terre cuite maçonnées à la chaux mêlée de bouillie de riz

Vers 1825, en France, où la majeure partie de la population vit à la campagne et principalement de l'agriculture, plusieurs moyens président à la construction d'un bâtiment rural,. 
Beaucoup de bâtiments sont construits en torchis, qui consiste en une charpente en bois dont les interstices sont remplis avec de la terre argileuse mêlée de foin ou de paille. Ou on maçonne des cailloux de silex, ou des bloc marneux, posés en mortier de chaux et de sable, ou simplement avec de la poudre marneuse délayée à consistance de mortier. 
La bauge aussi est employée, montée par assises de dix-huit pouces (45 cm) de hauteur, sur une base en caillou et mortier : en Picardie et en Champagne, une grande quantité de maisons sont bâties de bauge ou terre d'argile, mêlée de paille, construction qui a l'avantage de réserver le bois pour les ouvrages où son emploi est indispensable. On construit aussi avec de la terre sèche battue au pisoir, sur une base en caillou : l'architecte François Cointeraux (1740-1830), auteur d'un ouvrage sur la construction des maisons rurales en terre, fait à cette époque élever, aux environs de Paris, beaucoup de bâtiments en pisé. Le pisé exigeant de la terre sèche peut être exécuté sans interruption; la bauge, au contraire, qui nécessite une grande quantité d'eau, ne peut être exécutée que par assises de dix-huit pouces de hauteur, qu'il faut laisser sécher avant d'en faire une autre, afin de lui donner la consistance nécessaire pour soutenir le fardeau d'une assise. Enfin le bâtiment en bauge, clos et couvert, doit être bien sec avant d'être habité sans danger, ce qui n'a pas lieu avec le pisé, qui, étant très sec, peut être habité de suite. 
On construit aussi avec des briques desséchées au soleil et posées avec un mortier d'argile, à la manière adoptée en Lorraine : l'exécution est facile et peu coûteuse. On laboure en plusieurs sens une portion de terre dont la surface est calculée en raison de la dimension du bâtiment à construire ; on bat avec une masse cette portion de terre et la forme en surface unie ; puis, avec des règles et un tranchant, on coupe cette terre battue en lignes droites, espacées de 8 à 9 pouces, et par d'autres transversales de quatre à cinq pouces de distance. Tous ces carreaux ainsi tracés présentent un champ couvert de briques. On laisse cette terre bien sécher et prendre le plus de consistance possible, et, après un temps convenable, on enlève chaque carreau qui présente alors la forme d'une brique qui a deux pouces environ d'épaisseur. C'est avec de pareilles briques qu'on élève un bâtiment, en posant chaque assise, à la manière ordinaire, sur un lit de la même terre délayée en consistance de mortier.
Dans le Limousin, la terre argileuse, dite « tuf gras », appelée aussi terre grasse, extraite de l'arène locale est employée jusqu'au milieu du XIXe siècle. Elle a servi pour les terres battues des sols, pour lier les maçonneries de pierres et pour remplir les vides des constructions en pans de bois. Même pour les grandes agglomérations, le mortier était souvent sans chaux, l'arène contenant elle-même son propre liant : l'argile des feldspaths dissous, la solidité des murs était d'abord assurée par l'agencement soigné des pierres.
Les moyens accordés par la révolution industrielle à la production massive de chaux et de ciments ont eu raison des mortier de terre en Europe. Se pose aujourd'hui la préservation et la valorisation du patrimoine bâti faisant usage des mortiers de terre.
D'autre part on constate un regain d'intérêt pour les techniques de bauge, de pisé et de béton de terre.

## Mortiers obtenus par calcination de la pierre
La fabrication de liants par calcination de la pierre (dans les fours à calcination) serait aussi ancienne que l'art du potier. L’homme a dû s'apercevoir très tôt que certaines pierres constituant le foyer s’effritaient à cause de la chaleur en produisant une poudre se solidifiant une fois humide. L'Égypte antique, du troisième millénaire emploie du plâtre pour assembler les pierres des édifices et pour réaliser des enduits. Le plâtre est employé pour le jointoiement des blocs de la Pyramide de Khéops vers 2600 av. J.-C.. L’Égypte utilisait aussi en 2600 av. J.-C., comme mortier, un mélange de chaux, d'argile, de sable et d'eau : un des mortiers les plus anciens est celui de la pyramide d'Abu Roasch, qui fut probablement érigée sous la IVe dynastie. Plus généralement l'Orient est connu pour son emploi du plâtre et de la chaux. Le mortier de chaux n'a été utilisé en Grèce pour la construction des murs qu'à partir de la fin du IIe ou du début du Ier siècle av. J.-C. (maisons de Délos et de Théra). Dans les constructions antérieures, les pierres étaient liées par un mortier simplement fait de terre et d'argile. La chaux ne s'imposera véritablement dans les mortiers qu'avec l'Empire romain.

### Plâtre
Le plâtre est un mélange pulvérulent préparé à partir de la calcination vers 120 — 200 °C du gypse (le sulfate de calcium dihydraté, le sulfate de chaux hydraté des anciens chimistes, la pierre à plâtre), roche sédimentaire rassemblées en masses énormes d'évaporites, que l'on retrouve parfois sous forme d'albâtre ou de cristaux de sélénite. La pierre est généralement extraite de mines ou de carrières souterraines puis cuite et ensuite cassée, broyée et moulue pour donner la poudre du plâtre.
Après gâchage à l'eau, cette poudre incolore à blanche, parfois jaune-pâle ou brune, permet l'obtention d'un matériau blanchâtre relativement durci après séchage, correspondant au gypse reformé selon la formule :
CaSO4. ½H2Opoudre ou masse solide plus ou moins pulvérulente + 3/2 H2O vapeur d'eau ou eau liquide → CaSO4.2H2O solide cristal
La réaction s'accompagne d'une augmentation de volume.
Contrairement à la chaux, le plâtre n'a besoin du mélange d'aucune autre matière que de l'eau pour former un corps solide d'une dureté moyenne. Le plâtre malheureusement ne peut résister aux intempéries et à l'humidité et il n'est plus utilisé de nos jours que comme enduit intérieur.
La Rome antique faisait peu usage du plâtre dans ses constructions. Elle ne s'en servait que pour les enduits intérieurs, encore elle ne l'employait pas pur. Vitruve en blâme l'usage parce que le plâtre faisant corps plus promptement que le mortier avec lequel on le mêlait, l'enduit était sujet à gercer.
Les constructeurs du Moyen Âge n’ont jamais employé le plâtre dans la grosse maçonnerie (limousinerie), ni (sauf des cas très-rares) pour remplir les lits ou joints des pierres. Ils posaient toujours leurs assises de pierres à bain de mortier de chaux, et pour leurs blocages entre les parements, ils n’employaient jamais que le mortier avec du gros sable. Il arrivait cependant parfois qu’il n’était pas possible de poser des claveaux, par exemple, à bain de mortier, lorsque les cintres avaient une très-grande portée et que les arcs étaient très-épais ; alors on coulait, dans les joints, du bon plâtre.
Le plâtre de Paris
Le plâtre est employé - encore au XIXe siècle - pour la construction des maisons ordinaires surtout à Paris où de nombreuses carrières de plâtre sont établies (Carrières de Montmartre, etc.). Les gisements de gypse, s'y trouve lié à plus ou moins de calcaire, de marne ou d'argile. Selon le gisement différents plâtres sont fabriqués : 
- le gypse servant à fabriquer le plâtre ordinaire de construction se trouve en masse informe contenant douze centième de calcaire ;
- le plâtre fin, employé dans des moulage et pour le stuc est issu de gypses en cristaux ;
- une troisième qualité en masse homogène donne l'« albâtre gypseux », employé en ornement et dans la confection de vases.

Paris exporte son plâtre en province, et jusqu'en Angleterre sous le nom de plaster from Paris. Comme cette matière s'attache aux pierres et aux bois, on se sert du plâtre ordinaire pour la construction des murs, des voûtes et pour les enduits (On en recouvre les cloisons, les pans de bois, les planchers, etc.).
Le plâtre — contrairement au mortier de chaux qui se contracte — augmente de volume en faisant corps, c'est pourquoi il y avait des précautions à prendre lorsqu'on se servait du plâtre pour certains ouvrages tels que les voûtes, les cheminées. On trouvait à Paris aussi des murs extérieurs jointoyés avec un mélange de plâtre, de chaux et de sable. 
Le mélange chaux aérienne, plâtre et sable porte aussi le nom de « plâtre de Paris ». Ce mélange sert également à réaliser les enduits extérieurs dont certains datent du XVIIe siècle, la chaux aérienne donnant à l'ensemble sa résistance aux événements climatiques. La seule chaux supportant le mélange avec le plâtre est la chaux aérienne. En effet, la chaux hydraulique, tout comme le ciment, provoque une réaction chimique et la formation de sels gonflant nocifs aux enduits. 
Dans La Comédie humaine de Balzac, innombrables sont les maisons de moellon enduites de plâtre et badigeonnées de jaune. De mauvais augure, elles annoncent la pauvreté ou la médiocrité petite bourgeoise. Les enduits étaient rapidement entamés par la boue, le froid et l'humidité. Le plâtre est la providence des « architectes prétentieux » qui fabriquent des « sottises en carton-pierre ». Les maçons simulaient un appareil de pierre en creusant des faux-joints dans le plâtre frais.

### Mortier de chaux
La chaux est obtenue par calcination de pierre calcaire vers 1 000 °C, dans des fours à chaux, opération pendant laquelle elle abandonne son gaz carbonique. Le produit restant, un oxyde de calcium est appelé chaux vive et prend l'apparence de pierres pulvérulentes en surface que l'on va hydrater ou éteindre par immersion dans l'eau. Cette immersion, provoque la dislocation, un foisonnement, ainsi qu'une forte chaleur. Le résultat est une pâte, qui prend le nom de chaux éteinte. C'est ce matériau plastique qui, mêlé à des agrégats, va constituer les mortiers. Une fois le mélange incorporé dans la maçonnerie, un phénomène de dessiccation suivi d'une cristallisation - en fait une carbonatation - s'opère au contact de l'air - et plus particulièrement du dioxyde de carbone présent dans l'atmosphère - qui fait retourner la chaux à l'état de calcaire. L'extinction de la chaux se faisait de préférence dans des fosses attenantes au chantier. 
La présence d'argile associée au calcaire de calcination conduit à différents types de chaux. Il y a lieu de distinguer, :
- chaux aérienne : le phénomène de cristallisation s'opère en présence d'air. Les chaux aériennes se répartissent en :
  - chaux grasses, obtenues à partir de calcaires très purs ou contenant de 0,1 à 1 % d'argile,
  - chaux maigres, obtenues à partir de calcaires contenant de 2 à 8 % d'argile ;
- chaux hydraulique : le phénomène de cristallisation s'opère aussi en milieu aqueux, obtenues à partir de calcaires contenant plus de 8 % d'argile.

Au-delà de 20 % d'argile, les calcaires sont impropres à la confection de la chaux (Vicat les appelle chaux limites ; ils trouveront par la suite à être employés dans la fabrication des ciments). À partir de 35 %, la roche devient tendre et friable. Au delà de 50 % d'argile, elle devient plastique et l'on ne parle plus de calcaire mais de marne calcaire voire de marne argileuse à partir de 70 %.
La présence d'argile comme d'autres corps pouvant modifier la phase d'extinction, les Romains supposèrent, de manière erronée, que ces substances diminuaient la qualité de la chaux. Les Romains n'utilisèrent donc que de la chaux aérienne. Cet état de connaissance durera jusqu'au XIXe siècle. En 1863, il suffit d'interroger les maçons et chaufourniers sur les diverses chaux du pays pour qu'ils désignent les chaux hydrauliques comme les plus mauvaises. Il fallait insister pour qu'ils en fassent mention. Une fois découvertes leurs propriétés exceptionnelles, les chaux hydrauliques sont alors recherchées activement.
La chaux grasse entreposée et recouverte d'argile pouvait se conserver fort longtemps, à l'état de pâte, des années éventuellement (Leon Battista Alberti rapporte -Livre II, chapitre 11 - que l'on trouva dans une fosse, de la chaux éteinte depuis environ 500 ans et que cette chaux était encore si moite si bien délayée et si mûre que le miel ni la moelle des bêtes ne l'étaient davantage). Cette caractéristique accompagnait donc les chaux grasses obtenues à partir de calcaires très pures, les marbres par exemple et était très prisée des Romains car elle permettait aux maçonneries à mesure qu'on les élève, de se tasser progressivement, assurant au niveau du joint une répartition uniforme des efforts. 
Vers le Ier siècle apr. J.-C., la Rome antique améliore la technique de la chaux par l’incorporation de sable volcanique de Pouzzoles - la pouzzolane -  ou de tuileaux broyés et tamisés. Comme le dit Vitruve dans son De architectura (Livre II, Chapitre 6), le mortier peut résister à l'eau et même faire prise en milieu très humide. Cette vertu est due à la présence d'une grande quantité de silicate d'alumine. En ajoutant à la chaux aérienne de la pouzzolane ou des tuileaux, on la transforme artificiellement en chaux hydraulique. Ce n'est qu'en 1818 que Louis Vicat expliquera les principes de cette réaction, dans sa théorie de l'hydraulicité, ouvrant la voie à la découverte du ciment Portland. 

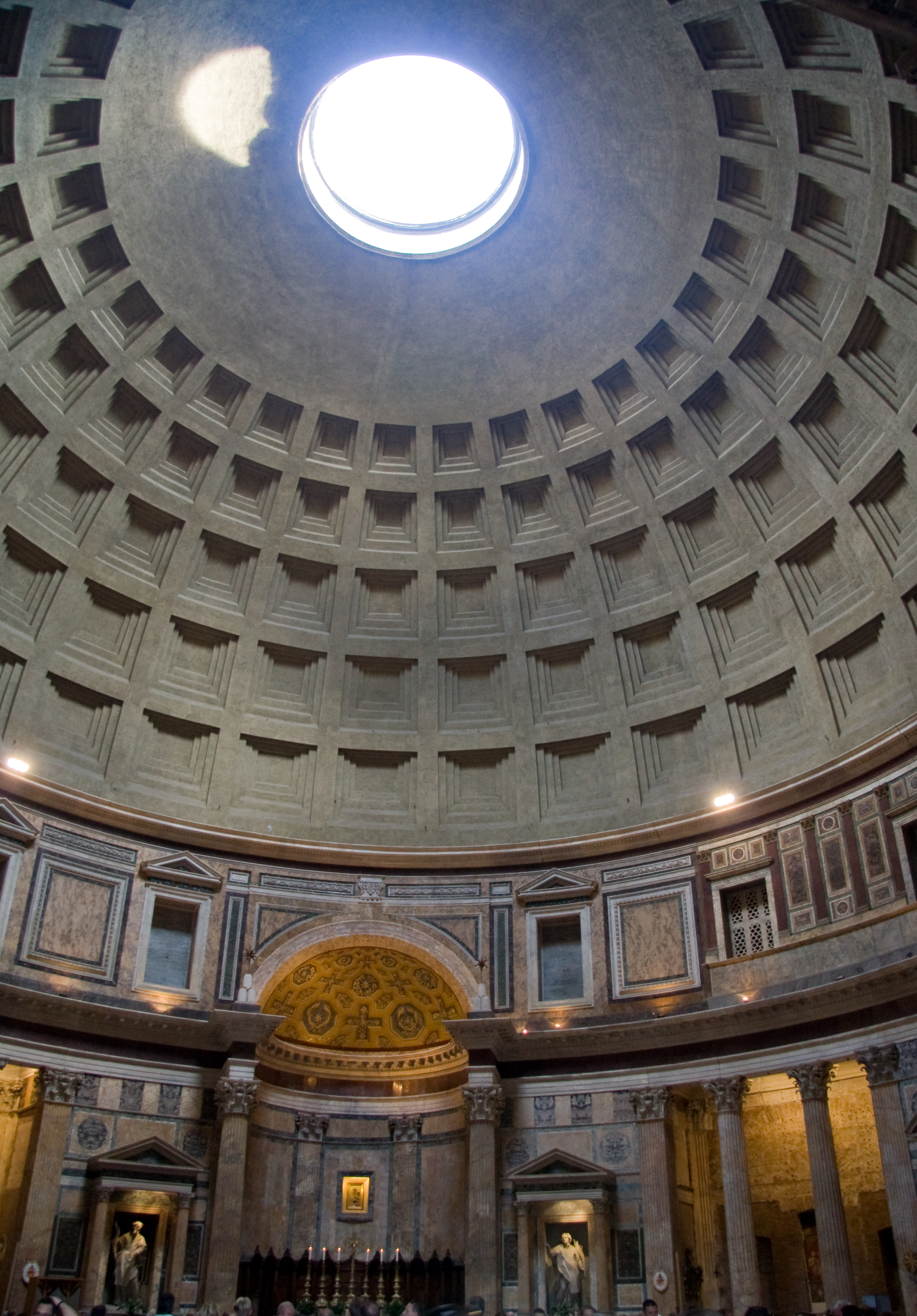
Le Panthéon de Rome,, un exemple exceptionnel d'ouvrage ayant défié les siècles, lopus caementicium, mortier de chaux mêlé à des matériaux tout venant, les caementa, maçonné et non coulé, réalise une maçonnerie dont la texture peut s'apparenter au béton de ciment moderne

Dès le IIIe siècle av. J.-C., un système constructif - l' Opus caementicium- s'impose sur l'appareillage en usage - le grand appareil. L'opus caementicium qui prend toute l'apparence d'un béton est composé in situ et non coulé, en utilisant matériaux tout venant, les caementa, maçonnées dans le meilleur des cas à la chaux, entre deux parois de petit appareil qui font office de coffrage perdu. Un système constructif performant, économique, rapide ne nécessitant aucune qualification de la main-d'œuvre, une bonne partie des matériaux étant employés sans préparation préalable. La systématisation de la construction en opus caementicium - associé à une main-d’œuvre servile issue de ses campagnes victorieuses, à commencer par les Guerres puniques - dressée plutôt que formée - permettra à la Rome antique de faire de l'architecture un art universel, alors qu'il était jusque-là réservé à la construction des temples et des fortifications. 
Beaucoup d'édifices antiques réalisés en opus caementicium sont toujours debout, du fait que l'appareillage était réalisé avec soin et avec une bonne chaux. On ne parle plus de la grande majorité des édifices qui ont disparu du fait de la médiocrité des maçonneries, souvent sommairement liées à l'argile ou à de la chaux de médiocre qualité, comme c'est souvent le cas à Pompei.
D'après Viollet-le-Duc, au Moyen Âge, les mortiers [de chaux] sont de qualités très différentes ; ils sont de qualité médiocre pendant les IXe, Xe et XIe siècles. Il semble qu’alors on avait perdu les procédés de fabrication de la chaux, et ce n’est que par exception que l’on trouve, dans des édifices de cette époque, des mortiers offrant une certaine consistance. Au XIIe siècle, les mortiers commencent à reprendre de la force ; pendant les XIIIe, XIVe et XVe siècles, on en fait d’excellents.

### Mortiers de chaux hydraulique et de ciment
Jusqu'au début du XIXe siècle, la manière de faire le mortier a presque toujours été la responsabilité des ouvriers. En comparant les mortiers des anciens et surtout ceux qui ont été faits par les Romains, aux mortiers des temps modernes on suppose alors que les premiers étaient meilleurs. Plusieurs constructeurs annoncent alors avoir trouvé le secret des mortiers romains mais d'autres supposent avec raison qu'il n'a subsisté à travers le temps que les constructions faites avec de bonnes chaux dans de bons mortiers. On le voit, le terme innovation technique a, à la fin du XVIIIe siècle, une signification particulière. Celle-ci est en effet généralement attachée à une découverte archéologique (On redécouvre Pompéi) qui est à la fois source et caution. Antoine-Joseph Loriot par exemple invente un mortier dont il annonce avoir déduit le procédé des diverses interprétations qu'il a cru pouvoir donner aux ouvrages de Vitruve, de Pline et des autres auteurs anciens qui traitent des mortiers. L'antiquité est un matériau manipulé.
Avec le XIXe siècle, la chimie connaît un énorme progrès quantitatif, avec Antoine Lavoisier qui l'a promue en science exacte. Liés à la révolution industrielle, les progrès réalisés en métallurgie, la maîtrise des fours industriels, la diversification des combustibles, profite à tous les secteurs de l'industrie. On chauffe pour décomposer la matière, pour obtenir de nouveaux matériaux. Enfin la nécessité de grands travaux d’infrastructure (canaux, ports, urbanisme, fortification), aiguillonnée par un climat de concurrence pour la suprématie économique et politique entre l’Angleterre et la France conduit à rechercher de nouveaux mortiers. On chauffe pour produire de manière effrénée.
La connaissance des réactions entrant dans la fabrication et dans la prise des chaux, dont l'usage n'a pas beaucoup évolué depuis l'antiquité, est acquise progressivement. L'intérêt scientifique se porte sur les chaux faisant prise sous l'eau, que les Romains obtenaient par adjonction de pouzzolane ou de tuileaux (au début XIXe siècle on les nomme ciment) à de la chaux grasse. On leur donnera le nom de ciment aquatique, puis les Allemands de chaux pour l'eau. C'est à Vicat que l'on doit le nom de chaux hydraulique.
En 1796, James Parker découvre sur l'Île de Sheppey, Grande-Bretagne, un calcaire suffisamment argileux pour donner après une cuisson à 900 °C, un ciment naturel à prise rapide qui est commercialisé sous la marque Ciment romain (Roman Cement). Le ciment prompt est de même nature.
Côté français, Louis Vicat, ingénieur des ponts et chaussées, part de l'opinion généralement admise à cette époque que c'est l'argile qui donne à la chaux la propriété singulière de durcir dans l'eau. Il expérimente les chaux et parcourt la France à la recherche des calcaires contenant les quantités d'argile nécessaires à leur élaboration. Sous son impulsion l'usage des chaux hydrauliques se généralise. 
Ses recherches visent également à produire des chaux factices - qui font prise sous eau très promptement - à partir des produits séparés: argiles et calcaire. Il expérimente différentes combinaisons de chaux et d'argile qu'il sèche et fait cuire. Les principes actifs des mortiers hydrauliques sont, en 1828, la chaux, la silice, l'alumine, et l'oxyde de fer ; en 1856, la chaux, la silice, l'alumine et la magnésie :
« La chaux en est toujours la base essentielle on la mêle selon sa nature tantôt avec le sable seul, tantôt avec le sable et la pouzzolane tantôt enfin avec la pouzzolane seule. Nous comprenons sous ce nom de pouzzolane non seulement les produits volcaniques de l'Italie et de la France mais aussi toutes les substances analogues que l'on modifie par le feu des fourneaux et auxquelles on parvient à donner à très peu près les qualités des pouzzolanes naturelles. (...) Il suit de là que les argiles ferrugineuses, les ocres, les schistes bleuâtres, la houille, le basalte, les laves, le grès ferrugineux, etc. sont autant de matières que le feu peu ramener à l'état des pouzzolanes volcaniques. »
Avec Louis Vicat, la chaux, la silice, l'alumine, et la magnésie deviennent les principes essentiels dont se composent les gangues qui lient les matériaux employés dans les constructions. Ces principes élémentaires qui combinés en proportions diverses constituent les composés connus dans l'art de bâtir sous les noms de chaux hydrauliques, ciments, et pouzzolanes composés qui concourent à la formation par voie humide des gangues qui lient les agrégats appelés mortiers et bétons. Dans ces gangues la silice joue le rôle d'acide et engendre des silicates dont les autres principes ensemble ou séparément deviennent les bases. La chaux, la silice, l'alumine et la magnésie ne se présentent pas isolées et à l'état chimique dans la nature, elles y sont au contraire engagées par voie de combinaison ou de mélange soit entre elles soit avec d'autres substances dont il serait trop dispendieux de les extraire pour en disposer individuellement. L'art consiste donc à tirer parti des produits naturels où elles entrent en proportions considérables pour arriver le plus économiquement possible au but recherché; ces produits sont d'une part les pierres calcaires pures ou argileuses ou magnésiennes et de l'autre les argiles, les sables et les substances plutoniques ou neptuniennes résultant tantôt des déjections volcaniques tantôt de la décomposition spontanée et séculaire de certaines roches.
Joseph Aspdin dépose en octobre 1824 un brevet et crée la marque « Ciment Portland ». C'est un jalon à partir duquel la fabrication du ciment va devenir progressivement une industrie chimique. La simple carbonatation entrant dans la solidification des chaux ne s'applique plus aux ciments. Les réactions complexes entrant dans la prise et la solidification des ciments seront longues à comprendre et à maîtriser. Qu'ils soient « naturels » ou « artificiels », les matériaux (calcaire, schistes argileux et scories) finement broyés sont portés à température de vitrification (En 1927 on parle de 1 500–1 650 °C), une élévation de température que seuls autoriseront les fours à calcination rotatifs (Cement kiln (en)), longs de 100 m. Le résultat appelé clinker est moulu très finement dans des broyeurs à ciment (Cement mill (en)), gigantesques cylindres remplis de billes d'acier.
La fabrication du clinker est pointée du doigt, fin XXe siècle, comme responsable d’approximativement 5 % des émissions de gaz à effet de serre (GES) anthropiques à l'origine du récent changement climatique.

### Classification et usage
On distingue deux types de liants dans la confection des mortiers et bétons :
- les liants hydrauliques : poudre minéralogique qui forme avec l'eau, une pâte faisant prise et durcissant à l'abri de l'air et notamment sous l'eau (tous les ciments et la chaux hydraulique naturelle -- code produit NHL) ;
- les liants aériens : poudre minéralogique qui forme avec l'eau, une pâte faisant prise et durcissant grâce au dioxyde de carbone contenu dans l'air (chaux grasse et chaux aérienne éteinte pour le bâtiment -- code produit CL, anciennement CAEB).

Le mortier de chaux grasse fait prise en contact avec l'air. Il durcit en surface et reste souple à l'intérieur de la maçonnerie. Cette qualité en fait un mortier qui reste élastique et donc qui ne fissure pas. Ce mortier est employé dans la maçonnerie traditionnelle de pierres ou de briques. Mais il ne doit pas être utilisé dans un milieu humide (cave, mur souterrain, etc.). 
Le mortier de chaux hydraulique est fabriqué à partir de calcaire argileux. Il fait sa prise même sans contact avec l'air, sous l'eau par exemple. Ce mortier est employé dans la maçonnerie traditionnelle de pierres ou de briques. Deux avantages sont qu'il reste plus flexible que le mortier de ciment et est perméable à la vapeur d'eau, donc régule l'humidité ambiante. En revanche, il est plus technique et lent à mettre en œuvre, et demande des conditions de température et hygrométrie plus étroites (néanmoins courantes en zone tempérée). 
Le mortier de ciment est plus résistant que les mortiers de chaux mais il reste imperméable à l'air, par conséquent, il maintient l'humidité dans une maçonnerie traditionnelle de pierres qui doit toujours être aérée. Ce mortier doit être utilisé uniquement pour la maçonnerie des parpaings de béton. Sa rigidité en fait un matériau qui a tendance à fissurer sous l'action des écarts de température, notamment alternances gel et dégel, tandis que son imperméabilité l'expose aux moisissures. En revanche, il est plus facile, rapide, et tolérant à mettre en œuvre.
Le mortier bâtard permet d'avoir un ciment qui respire un peu sans trop absorber l'eau ; il convient bien pour crépir et ne se fissure pas comme un ciment fort. De plus, la chaux augmente le pouvoir collant du mortier, ce qui est appréciable en enduit vertical. La perméabilité d'un mortier bâtard à la vapeur d'eau diminue proportionnellement au pourcentage de ciment qu'il contient. Il est utilisé également pour la fixation d'éléments de maçonnerie demandant une résistance mécanique plus importante (ex. :  scellements).

## Mise en œuvre ancienne des mortiers
À Paris, depuis le commencement du XVIIe siècle, on posait les pierres de taille sur des cales de bois et on les fichait au mortier, c’est-à-dire que l’on faisait entrer du mortier dans l’espace vide laissé entre ces deux pierres par l’exhaussement des cales, au moyen de lames de fer mince découpées en dents de scie, la fiche. Le ficheur était l'ouvrier employé à cet ouvrage. Ce procédé avait l’inconvénient de ne jamais remplir les lits d’un mortier assez compact pour résister à la pression. Les ficheurs étant obligés, pour introduire le mortier entre les pierres par une fente étroite, de le délayer beaucoup, lorsque la dessiccation avait lieu, ce mortier diminuait de volume et les pierres ne portaient plus que sur leurs cales. Cette mise en œuvre de maçonnerie sera abandonnée au profit du hourdage à bain (ou pose à bain de mortier ou à « plein bain de mortier »). Hourder à bain désignait l'emploi du plâtre ou du mortier en plus grande quantité qu'à l'ordinaire, en le mettant par augée pleine avant et après le placement des moellons, pour remplir toutes les cavités et le faire refluer par les lits et les joints : après avoir étendu sur le lit supérieur d’une première assise de pierre une épaisse couche de mortier peu délayé, on asseyait la seconde assise sur cette couche, en ayant le soin de la bien appuyer au moyen de masses de bois jusqu’au « refus », ce qui, en termes de maçons, veut dire jusqu’à ce que le mortier, après avoir débordé sous les coups de la masse, refuse de se comprimer davantage. On obtenait ainsi des constructions résistant à une pression considérable sans craindre de voir les pierres s’épauffrer, et on évitait des tassements qui, dans des édifices très-élevés sur des points d’appui légers, eussent eu des conséquences désastreuses.
En terre, dans la technique du pisé, ou en chaux, les maçonneries étaient généralement compressées ou massivées, opération destinée à éviter le retrait qui aurait produit une infinité de fentes et crevasses. Le pisoir ou battoir prévenait tous ces défauts, en donnant à l’ouvrage une bonne consistance.

## Mise en œuvre d'un mortier de ciment
Dans une auge, un bac de gâchage, une brouette, une bétonnière, ou à même le sol sur des plaques métalliques, on mélange de façon homogène et à sec, les matériaux solides (le mélange est moins efficace si les agrégats ne sont pas secs). Le dosage volumique de 1 par 3 - une brouette par exemple de ciment pour trois brouettes de sable - est commun mais il aura besoin d'être adapté suivant le type de maçonnerie envisagé. Le dosage en poids (en kg de ciment par/m3 de sable) est une autre manière de quantifier le mélange. On ajoute au mélange de l'eau propre, exempte de déchets organiques, industriels ou d'acides. On mélange soigneusement le tout, opération qui s'appelle « gâchage. » 
Les liants gâché avec de l'eau forment une pâte grasse qui subit un retrait important lors du durcissement. La pâte peut être « amaigrie » par ajout de sable et le retrait est alors fonction de la granulosité : un mortier incorporant du sable à gros grains aura un retrait moins important qu'un sable fin (en outre le sable fin a besoin de plus de liant et de plus d'eau ce qui amplifie le phénomène de retrait). L'apport excessif d'eau augmente la fluidité du mortier mais nuit gravement à la dureté du mortier final. Moins il y aura d'eau superflue et meilleur sera le mortier fini. On veille à protéger le mortier des effets du gel en hiver et de la dessiccation en été, de la pluie et du vent. Les blocs, briques et moellons sont aspergés d'eau en période de forte chaleur pour éviter l'absorption de l'eau du mortier.
Le mortier doit être employé dès qu'il est gâché. Le mortier a fait prise lorsqu'il ne peut plus être déformé sous la pression du pouce. Le re-gâchage d'un mortier qui a commencé à prendre est très mauvais : le résultat final est déplorable.
L'imperméabilité des joints est fonction de quantité de liant ajoutée au sable. Trop peu de liant rend le joint poreux, trop de liant provoque le retrait du joint et sa fissuration.
Des adjuvants en poudre ou liquides sont ajoutés au mélange pour modifier le temps de prise (retardateur ou accélérateur), l'étanchéité ((wikt:hydrofuge|hydrofuge) ou l'ouvrabilité (plastifiants, lubrifiants, entraîneurs d'air) du mortier.

### Coffrage
Le mortier est une matière plastique qui fait sa prise progressivement selon l'hygrométrie ambiante et les types de mortier ; il est décoffrable au bout de quelques jours et atteint 90 % de sa solidité au bout de 21 jours sans adjuvant. Dans la construction moderne, l'emploi d'accélérateur de prise est systématique afin d'augmenter la « rotation » des coffrages métalliques modulaires (24 heures après le coulage). L'ajout d'adjuvant plastique augmente la plasticité et la facilité de mise en œuvre du mortier frais. L'ajout d'adjuvant hydrofuge rend le mortier fini imperméable. Pour supprimer les poches d'air prisonnières lors du coulage, le mortier est vibré à l'aide d'aiguilles vibrantes haute fréquence (pour le bricoleur on peut utiliser une perceuse à percussion sur le coffrage) ; un vibrage trop important détruit le mortier en séparant trop franchement les composants (sable au fond, ciment au milieu et eau en surface).

## Industrie
Représentées en France par le Syndicat National des Mortiers Industriels, les plus grandes entreprises fournisseurs de mortiers sont Saint-Gobain Weber et Parex Group .